# Torrazza Piemonte
Torrazza Piemonte – miejscowość i gmina we Włoszech, w regionie Piemont, w prowincji Turyn.
Według danych na rok 2004 gminę zamieszkiwały 2373 osoby, 263,7 os./km².